# Apple Pay
Apple Pay(애플 페이)는 애플이 제공하는 모바일 결제 서비스로 사용자가 직접 iOS 앱에서, 그리고 웹에서 지불할 수 있다. 애플 페이는 아이폰, 애플 워치, 아이패드 및 맥과 같은 Apple 장치에서 지원된다. 디지털화되고 비접촉식 POS 단말기에서 신용 또는 직불 카드 칩과 PIN 거래를 대체할 수 있다. 애플 페이에 특화된 비접촉식 결제 단말기가 필요하지 않으며, 비접촉식 결제를 받아들이는 모든 가맹점과 함께 작동할 수 있다. Touch ID, Face ID, PIN 또는 패스코드를 통한 2요소 인증을 추가한다. 기기들은 근거리 무선 통신(NFC)을 이용해 무선으로 통신하며, 결제 데이터를 안전하게 저장하고 암호화 기능을 수행하는 내장된 보안 요소(embedded secure element, eSE)를 내장하고 있으며, 생체인증을 위한 애플의 Touch ID와 Face ID를 갖추고 있다.

## 서비스

### 장치 호환성
- 아이폰: 아이폰 5s를 제외한 Touch ID 또는 Face ID를 탑재한 모델. 온라인과 오프라인에서 모두 사용 가능.
- 아이패드: Touch ID 또는 Face ID를 탑재한 모델. 온라인에서만 사용 가능.
- 애플 워치: WatchOS 3 이후의 모델. 오프라인에서만 사용 가능.
- 맥: macOS 시에라 이후 모델 중 Touch ID 또는 CPU가 애플 M1 이상 탑재된 모델. 온라인에서만 사용 가능.

### 지원되는 결제 네트워크 및 카드 체계
- 비자[2][3]
- 마스터카드
- JCB
- 아메리칸 익스프레스
- 디스커버 카드
- 유니온페이

등

### 기술
애플 페이는 EMV 지불 토큰화 사양(EMV Payment Tokenisation Specification)을 사용한다.
이 서비스는 고객의 신용 카드 또는 직불 카드 FPAN(Funding Primary Account Number)을 토큰화된 장치 기본 계정 번호(DPAN)로 대체하여 소매업체로부터 고객 결제 정보를 비공개로 유지하고 "각 거래에 대해 생성된 동적 보안 코드 [...]"를 생성한다. '동적 보안 코드'는 EMV 모드 트랜잭션의 암호문이며, 자기 스트라이프 데이터 에뮬레이션 모드 트랜잭션의 동적 카드 검증 값(Dynamic Card Verification Value, dCVV)이다. 애플은 고객, 판매자, 은행 사이에 머무르는 사용량을 추적하지 않을 것이라고 덧붙였다. 사용자는 또한 분실된 전화기에서 나의 아이폰 찾기 서비스를 통해 서비스를 원격으로 중지할 수 있다.

## 지원 국가

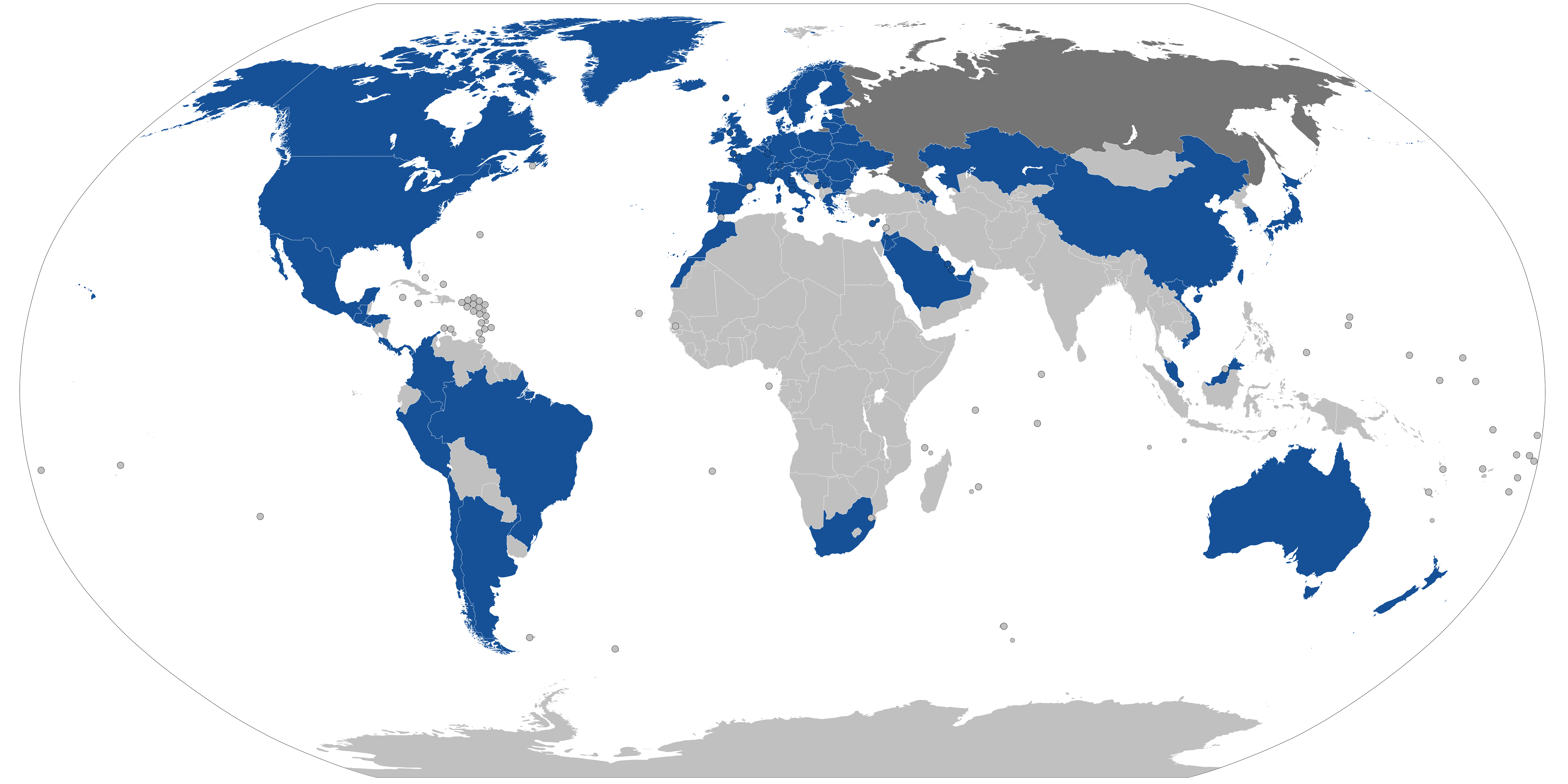
애플 페이의 글로벌 가용성
사용 가능(76개 국가 및 지역)
중단됨 (러시아)

애플페이는 전 세계 76개국에서 발급된 카드로 사용할 수 있다. 애플페이를 지원하는 해외 카드를 사용하면 지원되지 않는 국가에서도 해외결제를 통해 사용할 수 있다.
| 날짜             | 나라와 지역                                               |
| ---------------- | --------------------------------------------------------- |
| 2014년 10월 20일 | 미국                                                      |
| 2015년 7월 14일  | 영국                                                      |
| 2015년 11월 17일 | 캐나다                                                    |
| 2015년 11월 19일 | 호주                                                      |
| 2016년 2월 18일  | 중국                                                      |
| 2016년 4월 19일  | 싱가포르                                                  |
| 2016년 7월 7일   | 스위스                                                    |
| 2016년 7월 19일  | 프랑스                                                    |
| 2016년 7월 19일  | 모나코                                                    |
| 2016년 7월 20일  | 홍콩                                                      |
| 2016년 10월 4일  | 러시아(2022년 3월 1일부터 대 러시아 금융제재로 사용 중지) |
| 2016년 10월 13일 | 뉴질랜드                                                  |
| 2016년 10월 25일 | 일본                                                      |
| 2016년 12월 1일  | 스페인                                                    |
| 2017년 3월 7일   | 건지 섬                                                   |
| 2017년 3월 7일   | 아일랜드                                                  |
| 2017년 3월 7일   | 맨섬                                                      |
| 2017년 3월 7일   | 저지 섬                                                   |
| 2017년 3월 29일  | 중화민국                                                  |
| 2017년 5월 17일  | 이탈리아                                                  |
| 2017년 5월 17일  | 산마리노                                                  |
| 2017년 5월 17일  | 바티칸 시국                                               |
| 2017년 10월 24일 | 덴마크                                                    |
| 2017년 10월 24일 | 그린란드                                                  |
| 2017년 10월 24일 | 핀란드                                                    |
| 2017년 10월 24일 | 스웨덴                                                    |
| 2017년 10월 24일 | 아랍에미리트                                              |
| 2018년 4월 4일   | 브라질                                                    |
| 2018년 5월 17일  | 우크라이나                                                |
| 2018년 6월 19일  | 폴란드                                                    |
| 2018년 6월 20일  | 노르웨이                                                  |
| 2018년 11월 28일 | 카자흐스탄                                                |
| 2018년 11월 28일 | 벨기에                                                    |
| 2018년 12월 11일 | 독일                                                      |
| 2019년 2월 19일  | 체코                                                      |
| 2019년 2월 19일  | 사우디아라비아                                            |
| 2019년 4월 24일  | 오스트리아                                                |
| 2019년 5월 8일   | 아이슬란드                                                |
| 2019년 5월 21일  | 헝가리                                                    |
| 2019년 5월 21일  | 룩셈부르크                                                |
| 2019년 6월 11일  | 네덜란드                                                  |
| 2019년 6월 26일  | 불가리아                                                  |
| 2019년 6월 26일  | 크로아티아                                                |
| 2019년 6월 26일  | 키프로스                                                  |
| 2019년 6월 26일  | 에스토니아                                                |
| 2019년 6월 26일  | 그리스                                                    |
| 2019년 6월 26일  | 라트비아                                                  |
| 2019년 6월 26일  | 리히텐슈타인                                              |
| 2019년 6월 26일  | 리투아니아                                                |
| 2019년 6월 26일  | 몰타                                                      |
| 2019년 6월 26일  | 포르투갈                                                  |
| 2019년 6월 26일  | 루마니아                                                  |
| 2019년 6월 26일  | 슬로바키아                                                |
| 2019년 6월 26일  | 슬로베니아                                                |
| 2019년 7월 2일   | 페로 제도                                                 |
| 2019년 8월 6일   | 마카오                                                    |
| 2019년 9월 3일   | 조지아                                                    |
| 2019년 11월 19일 | 벨라루스                                                  |
| 2020년 1월 28일  | 몬테네그로                                                |
| 2020년 6월 30일  | 세르비아                                                  |
| 2021년 2월 23일  | 멕시코                                                    |
| 2021년 3월 30일  | 남아프리카공화국                                          |
| 2021년 5월 5일   | 이스라엘                                                  |
| 2021년 8월 17일  | 카타르                                                    |
| 2021년 10월 5일  | 바레인                                                    |
| 2021년 10월 5일  | 팔레스타인                                                |
| 2021년 11월 2일  | 아제르바이잔                                              |
| 2021년 11월 2일  | 콜롬비아                                                  |
| 2021년 11월 2일  | 코스타리카                                                |
| 2022년 1월 18일  | 아르메니아                                                |
| 2022년 3월 15일  | 아르헨티나                                                |
| 2022년 3월 15일  | 페루                                                      |
| 2022년 4월 5일   | 몰도바                                                    |
| 2022년 8월 9일   | 말레이시아                                                |
| 2022년 12월 6일  | 쿠웨이트                                                  |
| 2022년 12월 6일  | 요르단                                                    |
| 2023년 3월 21일  | 대한민국                                                  |
| 2023년 8월 8일   | 베트남 • 칠레                                             |

### 대한민국 내 애플 페이 결제 지원 은행과 카드사
| 은행/카드사 | 체크(직불)카드                                                          | 신용카드                         |
| ----------- | ----------------------------------------------------------------------- | -------------------------------- |
| 현대카드    | SC제일은행 계좌 시 연회비 무료, 타 제휴 계좌 등록 시 연회비 2000원 부과 | 비자, 마스터, 아멕스는 등록 가능 |
| SC제일은행  | 현대카드 체크카드 발급 후 등록+결제 가능                                | (현대카드 등록+결제)             |

그이외 현대카드와 현금카드 연결이 가능한 신한은행,우리은행,산업은행,우정사업본부(농어촌 지역사용가능)와 연결이 가능하며
교통카드는 티머니 (기업) (한꿈이카드)만 사용이 가능하다.

## 같이 보기
- 구글 페이
- 삼성 페이
- LG 페이
- 카카오페이
- 네이버페이
- 페이코
- SSG Pay
- L.PAY
- 페이팔
- 페이나우

### 참조주
1. ↑  “Countries and regions that support Apple Pay”. Apple. July 17, 2019.
2. ↑  애플 페이의 일본 비자 카드는 EMV 비접촉 카드 외에도 FeliCa 기반의 QUICPay 또는 iD카드로도 기능하지만 일부 발급자는 애플페이에서 EMV 비접촉 카드를 지원하지 않는다. 즉, 이러한 카드는 QUICPay 또는 iD카드로만 작동한다.
3. ↑  “Apple Pay allows you to pay at the counter with your iPhone 6”. 《The Verge》. April 14, 2018에 확인함.
4. ↑  “Payment Tokenisation”. EMVco. March  1, 2014. October 14, 2016에 원본 문서에서 보존된 문서. October 30, 2022에 확인함.
5. ↑  Lennon, kirk (October 20, 2014). “How Apple Pay Really Works and Why You Should Begin Using it Immediately”.
6. 1 2  Jeffries, Adrianne (September  9, 2014). “Apple Pay allows you to pay at the counter with your iPhone 6”. 《The Verge》. September 10, 2014에 원본 문서에서 보존된 문서. September 13, 2014에 확인함.
7. ↑  “Countries and regions that support Apple Pay”. 《Apple》. 2021년 3월 30일. 2017년 10월 23일에 원본 문서에서 보존된 문서. 2021년 3월 30일에 확인함.
8. ↑  “Apple”. 《Apple.com》 (미국 영어). 2022년 1월 27일에 확인함.